# Alemanski jezici
Alemanski jezici, ogranak gornjonjemačkih jezika kojima se služe potomci starih Alemana i Sueba na području Švicarske, Austrije, Italije i Lihtenštajna: Walseri (govore walserski) i Germanošvicarci, koji govore alemanski ili švicarski njemački u Švicarskoj; na području Njemačke gdje se govori švapski (današnji Švabi, potomci Sueba ili Sveva); i alemán coloneiro, kojim govori malena zajednica u Venezueli.

## Vanjske poveznice
- Ethnologue (14th)
- Ethnologue (15th)